# Clásico del Bajío
Clásico del Bajío Guanajuatense

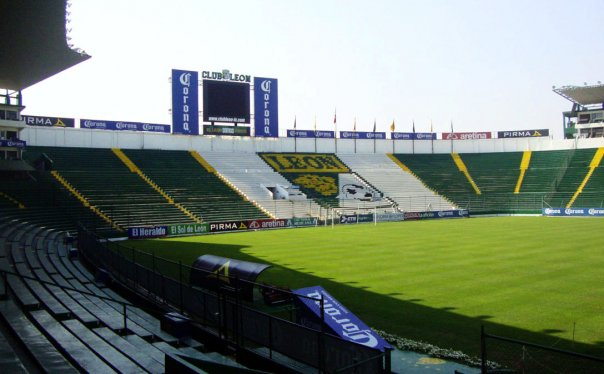
Estadio del club León

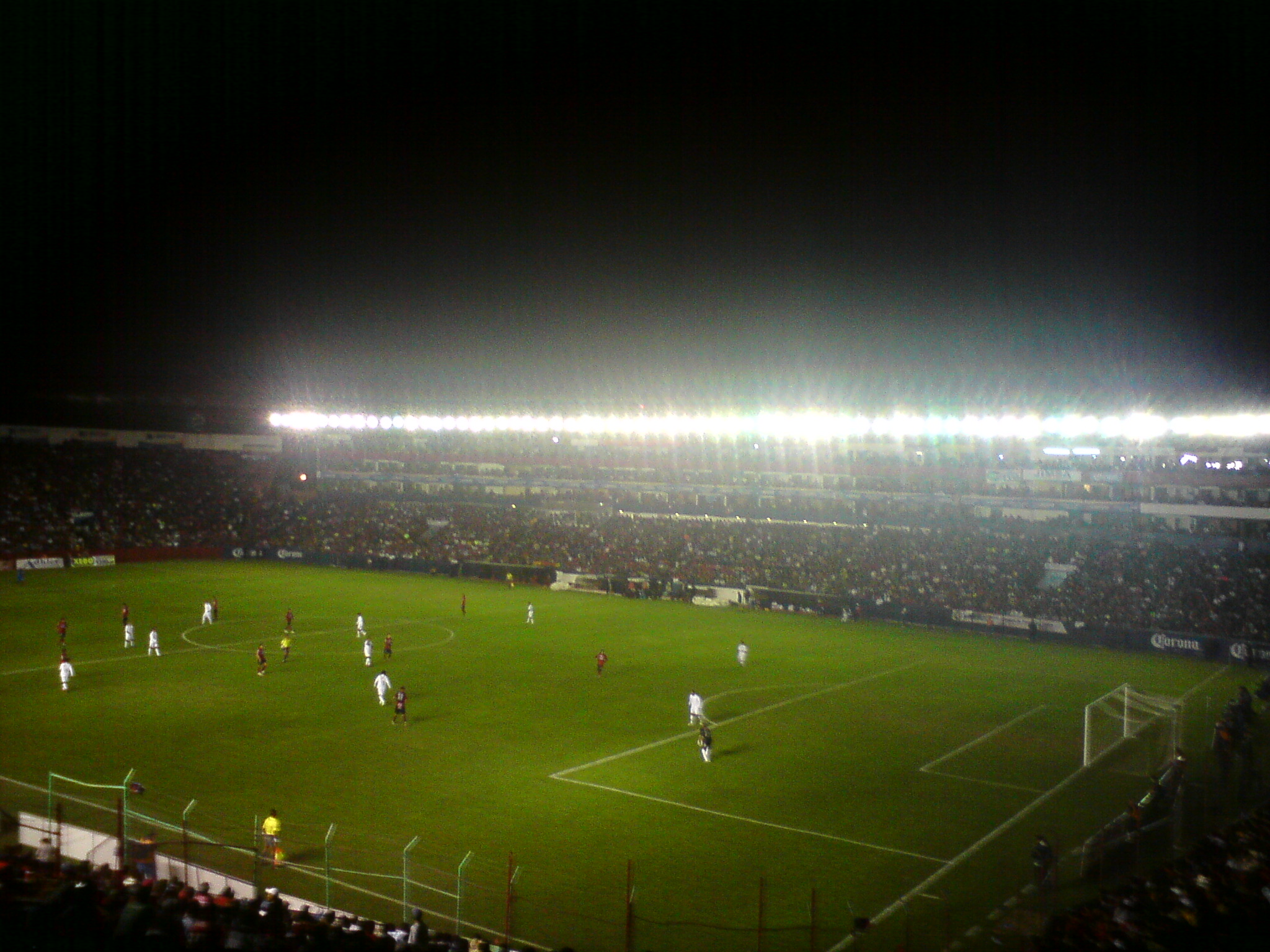
Estadio Sergio León Chavez

El Clásico del Bajío es el clásico que se juega en Guanajuato entre los equipos rivales de León e Irapuato. También se le conoce como Clásico Guanajuatense dado que los dos equipos son del estado de Guanajuato y ambos equipos se encuentran dentro del Bajío Mexicano. La hinchada de cada equipo suele comportarse de una forma violenta y lamentablemente por la cercanía de las dos ciudades, la rivalidad muchas veces sobrepasa lo deportivo.
Entre estos dos equipos se han librado destacados juegos, tanto en Primera División como en Liga de Ascenso. El partido más emocionante entre estas dos escuadras fue el de la Final de Ascenso 2002-03, la cual ganó el Irapuato con marcador de 2-1 en patio ajeno en el Nou Camp, y en el Estadio Sergio León Chávez 1-0 con el cual lograron el ascenso al máximo circuito.
Últimamente no se han vivido Clásicos del Bajío Guanajuatense, puesto que estos equipos juegan actualmente en diferentes divisiones, mientras que los panzas verdes del León juegan en la Primera División de México, los freseros del Irapuato juegan en la Segunda División de México.
El último Clásico del Bajío Guanajuatense fue en la Liga de Ascenso, el 2 de febrero de 2012 en el Estadio Sergio León Chávez, con el marcador final de 2-1 a favor del Club León. Después el equipo esmeralda ascendió para la siguiente temporada a la Primera División y hasta la fecha no se ha vuelto a vivir un Clásico del Bajío Guanajuatense.

## Estadísticas
|                    | LOCAL | MARCADOR | MARCADOR | VISITA   | LOCAL    | MARCADOR | MARCADOR | VISITA | TORNEO                                   |
| 1954-55            | León  | 1        | 1        | Irapuato | Irapuato | 0        | 2        | León   | LIGA                                     |
| 1955-56            | León  | 2        | 1        | Irapuato | Irapuato | 2        | 2        | León   | LIGA                                     |
| 1956-57            | León  | 1        | 0        | Irapuato | Irapuato | 3        | 0        | León   | LIGA                                     |
| 1957-58            | León  | 2        | 2        | Irapuato | Irapuato | 2        | 3        | León   | LIGA                                     |
| 1958-59            | León  | 1        | 0        | Irapuato | Irapuato | 3        | 0        | León   | LIGA                                     |
| 1959-60            | León  | 2        | 1        | Irapuato | Irapuato | 2        | 0        | León   | LIGA                                     |
| 1960-61            | León  | 2        | 2        | Irapuato | Irapuato | 0        | 2        | León   | LIGA                                     |
| 1961-62            | León  | 1        | 2        | Irapuato | Irapuato | 1        | 2        | León   | LIGA                                     |
| 1962-63            | León  | 2        | 0        | Irapuato | Irapuato | 3        | 1        | León   | LIGA                                     |
| 1963-64            | León  | 1        | 1        | Irapuato | Irapuato | 3        | 2        | León   | LIGA                                     |
| 1964-65            | León  | 5        | 2        | Irapuato | Irapuato | 0        | 1        | León   | LIGA                                     |
| 1965-66            | León  | 1        | 0        | Irapuato | Irapuato | 1        | 3        | León   | LIGA                                     |
| 1966-67            | León  | 4        | 1        | Irapuato | Irapuato | 3        | 1        | León   | LIGA                                     |
| 1967-68            | León  | 0        | 2        | Irapuato | Irapuato | 1        | 1        | León   | LIGA                                     |
| 1968-69            | León  | 4        | 2        | Irapuato | Irapuato | 1        | 1        | León   | LIGA                                     |
| 1969-70            | León  | 1        | 1        | Irapuato | Irapuato | 1        | 1        | León   | LIGA                                     |
| 1970-71            | León  | 2        | 2        | Irapuato | Irapuato | 1        | 1        | León   | LIGA                                     |
| 1971-72            | León  | 2        | 5        | Irapuato | Irapuato | 1        | 1        | León   | LIGA                                     |
| MÉX-1986           | León  | 0        | 0        | Irapuato | Irapuato | 1        | 0        | León   | LIGA                                     |
| 1986-87            | León  | 2        | 1        | Irapuato | Irapuato | 1        | 0        | León   | LIGA                                     |
| 1990-91            | León  | 1        | 0        | Irapuato | Irapuato | 3        | 3        | León   | LIGA                                     |
| INV-2000, VER-2001 | León  | 0        | 1        | Irapuato | Irapuato | 2        | 2        | León   | LIGA                                     |
| INV-2002           | León  | 2        | 2        | Irapuato |          |          |          |        | LIGA                                     |
| INV-2002, VER-2003 | León  | 2        | 1        | Irapuato | Irapuato | 2        | 0        | León   | 2DA DIVISIÓN                             |
| 2002-2003          | León  | 1        | 2        | Irapuato | Irapuato | 1        | 0        | León   | 2DA DIVISIÓN LIGUILLA (FINAL DE ASCENSO) |
| AP-2008            | León  | 0        | 4        | Irapuato | Irapuato | 0        | 1        | León   | 2DA DIVISIÓN                             |
| AP-2008            | León  | 1        | 1        | Irapuato | Irapuato | 1        | 0        | León   | 2DA DIVISIÓN LIGUILLA (4TOS DE FINAL)    |
| AP-2009, BI-2010   | León  | 3        | 2        | Irapuato | Irapuato | 0        | 0        | León   | 2DA DIVISIÓN                             |
| AP-2010, CL-2011   | León  | 1        | 1        | Irapuato | Irapuato | 1        | 2        | León   | 2DA DIVISIÓN                             |
| AP-2011            | León  | 2        | 0        | Irapuato | Irapuato | 0        | 1        | León   | 2DA DIVISIÓN LIGUILLA (4TOS DE FINAL)    |
| AP-2011- CL-2012   | León  | 1        | 1        | Irapuato | Irapuato | 1        | 2        | León   | 2DA DIVISIÓN                             |

## Final de Ascenso 2002-03
En la Final de Ascenso 2002-03 hubo mucha controversia empezando por la supuesta venta del Club Irapuato al Club León días antes de la final de vuelta que se jugaría en el Estadio Sergio León Chávez. Un comando armado presuntamente contratado por directivos del León tomó el Estadio Sergio León Chávez para presionar a la directiva fresera de vender al club en caso que ascendiera, sin embargo la afición del Irapuato fue quien logró recuperar el estadio de forma violenta. Más tarde la directiva del Irapuato declaró que la final se jugaría en la ciudad y que la venta fue rechazada.
Ya en la final el estadio se pintó totalmente de rojo, en un acuerdo no se permitió afición proveniente de León. El duelo se tornó complicado, León trató de empatar el global, aparentaba un 0-0, sin embargo 'La Trinca' no decepcionó a su afición cuando a 11 minutos del final Josias Ferreira sentenciaba al León. Así los freseros vencían 1-0 y de nuevo regresaba a Primera División.